# Educatel Microlab
Educatel Microlab (Microlab) је професионални рачунар, производ фирме Educatel који је почео да се израђује у Француској током 1985. године.
Користио је 6809E као централни микропроцесор а RAM меморија рачунара Microlab је имала капацитет од 2 KB. 

## Детаљни подаци
Детаљнији подаци о рачунару Microlab су дати у табели испод.
|                       |                               |
| [ 1 ]                 |                               |
| Произвођач            |                               |
| Тип                   | професионални рачунар         |
| Меморија              | 2 KB                          |
| Поријекло             | Француска                     |
| Година                | 1985                          |
| Тастатура             | тастатура као код калкулатора |
| Процесор              |                               |
| Фреквенција процесора | 1                             |
| RAM                   | 2 KB                          |
| ROM                   | 2 (EPROM)                     |
| Текст                 | 6 цифара, уграђени монитор    |
| Графика               |                               |
| Боја                  | не                            |
| Звук                  | не                            |
| Димензије             | непознато                     |
| Портови               |                               |
| Оперативни систем     |                               |